# Малышевский, Игорь Юрьевич
Игорь Юрьевич Малише́вский (1936—2015) — советский и украинский писатель, драматург и журналист. Заслуженный журналист Украинской ССР (1983).

## Биография
Родился 18 января 1936 года в Киеве. В 1959 году окончил факультет журналистики КГУ имени Т. Г. Шевченко.
февраль 1959 года — апрель 1962 года — редактор, старший редактор, комментатор управления вещания на заграницу Комитета радиовещания и телевидения УССР; апрель 1962 года — декабрь 1964 года — заведующий отделом очерка и публицистики; декабрь 1964 года — февраль 1988 года — ответственный секретарь редакции, заместитель главного редактора журнала «Вітчизна».
Член НСЖУ, член НСКУ с 1975 года.
Умер 15 мая 2015 года в Киеве.

## Творчество
- романы
- «Мост через три жизни» (1982, 1983; 1987)
- «Контрудар» (1990)
- киносценарии
- «Контрудар» (1985)
- «Мост через жизнь» (1986)

Немало Игорь Малишевский поработал и в жанре документальной повести:
- «Рассказы о Патона» (1984, 1990; продолжение темы: Е. Патон — сварщик, создатель знаменитого института)
- «На Коростенском танковом заводе»
- «Самый вкусный хлеб в моей жизни» (о студенческой молодости автора на целине)
- «Владимир Шевченко. От Кулунды в Чернобыль» (1988) — о вторая по творчеству, кинорежиссёра, который получил смертельную дозу радиации на съемках на ЧАЭС;
- «Детство в эвакуации» (1999) — о своем детстве во время войны, сам автор называет её «иронической мемуарной прозой». Писатель остается верен издавна избранным принципам документализма, герои его — реальные люди, под своими собственными именами. Только на этот раз это его родные и близкие, друзья, коллеги по журналистике, кинематографу, литературе.

### Кинематограф
По его сценариям на разных студиях Украины создано более шести десятков фильмов. Большинство из них кинодокументалистика. Среди самых известных — полуторачасовая эпопея об освобождении Украины от гитлеровцев «Огненный путь». В свое время её показывали в ООН. «Чернобыль. Хроника тяжелых недель» выиграл десять Гран-при международных фестивалей и приобретен на кинорынках 135 стран мира. На Международном кинофестивале в Кракове литературную основу документальной короткометражки «Восемь тактов забытой музыки» об оркестре из заключенных Яновского концлагеря во Львове жюри признало лучшим сценарием и наградило автора призом «Бронзовый дракон». Полнометражный фильм по его сценарию «Украина — земля независимая» сделано за океаном, в Лос-Анджелесе, на студии FFI. Ленту приобрели Библиотека Конгресса и Всемирное географическое общество.

## Награды и премии
- Государственная премия УССР имени Т. Г. Шевченко (1978) — за сценарий и дикторские тексты документальной кинотрилогии «Советская Украина. Годы борьбы и побед» (1974—1977) производства «Укркинохроники»
- Заслуженный журналист УССР (1983);
- Почётная грамота Президиума Верховного Совета УССР
- Премия имени Я. А. Галана (1975),
- Лауреат международных кинофестивалей;
- Медаль имени Ю. В. Кондратюка (1999).
- Национальное космическое агентство и Федерация космонавтики Украины отметили Игоря Малышевского почетной наградой в составе киногрупп (1999) — за создание документально-публицистического фильма «Под чужим именем» о трагической судьбе одного из пионеров космонавтики, автора лунной трассы Ю. В. Кондратюка.